# Форин-офіс

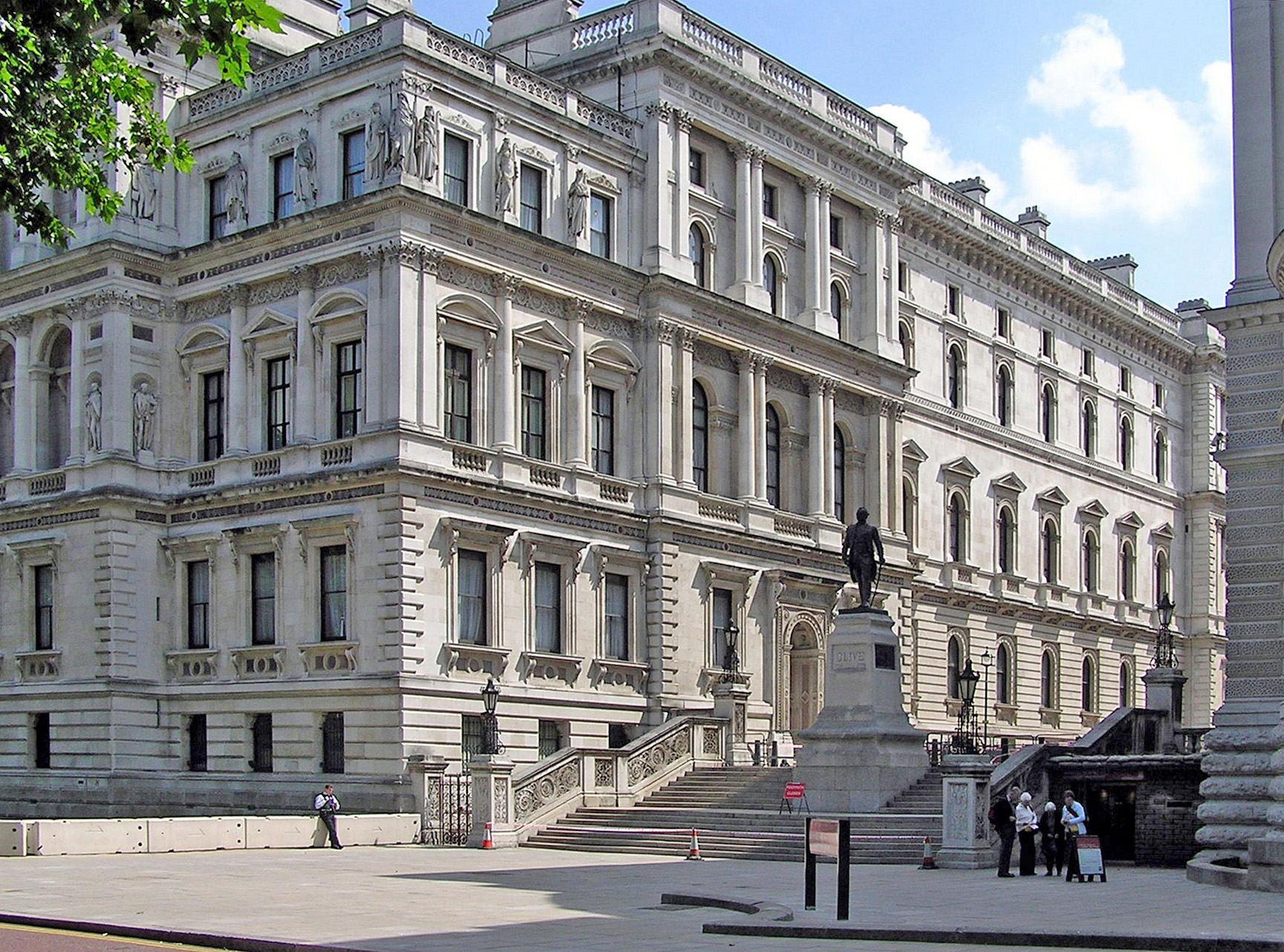
Будинок Форін-офісу з боку Сент-Джеймського парку.

Міністерство закордонних справ, у справах Співдружності та розвитку Великої Британії, або Фо́рин-о́фіс (англ. Foreign, Commonwealth & Development Office; неофіційно: англ. Foreign Office) — зовнішньополітичне відомство Сполученого Королівства, один із департаментів британського уряду. Створене шляхом злиття у вересні 2020 року Міністерства закордонних справ і у справах Співдружності (англ. Foreign & Commonwealth Office) та Міністерства міжнародного розвитку (англ. Department for International Development). Міністерство закордонних справ і у справах Співдружності створене 1968 року внаслідок об'єднання 2-х відомств: Foreign Office і Commonwealth Office. Є членом центрального апарату Асоціації міжнародного права.
З 13 листопада 2023 року його очолює Девід Камерон, міністр закордонних справ Великої Британії.

## Історія
Перший Форин-офіс був створений у березні 1782 року шляхом перетворення Північного і Південного департаментів, кожен із яких відповідав за відповідний географічний регіон Королівства, і виділення з його ведення внутрішніх справ, які відійшли іншому департаменту уряду, — Гоум-офісу (англ. Home Office).
1930 року співробітник Форін-офісу Ернест Голловей Олдгем став агентом радянської розвідки (помер 1933 року), а 1935 року був завербований тимчасовий співробітник Джон Герберт Кінг (заарештований 1939 року).
Міністерство закордонних справ і у справах Співдружності (англ. Foreign & Commonwealth Office) створене 1968 року шляхом злиття Міністерства у справах Співдружності (англ. Commonwealth Office) і Міністерства закордонних справ (англ. Foreign Office). У вересні 2020 року його об'єднали з Міністерством міжнародного розвитку (англ. Department for International Development), нове міністерство отримало назву «Міністерство закордонних справ, у справах Співдружності та розвитку» (англ. Foreign, Commonwealth & Development Office).